# Polyptychoides modestus
Polyptychoides modestus är en fjärilsart som beskrevs av Gehlen. 1942. Polyptychoides modestus ingår i släktet Polyptychoides och familjen svärmare. Inga underarter finns listade i Catalogue of Life.